# Семюел Рукін
Семюел Рукін (англ. Samuel Roukin; нар. 15 серпня 1980, Саутпорт, Мерсісайд, Англія, Велика Британія) — англійський актор, сценарист та режисер.

## Життєпис
У 2003 році закінчив Брістольську театральну школу «Old Vic».

## Театр
| Рік  | Назва (укр.)                | Назва (англ.)               | Роль        | Примітки |
| ---- | --------------------------- | --------------------------- | ----------- | -------- |
| 2009 | Семеро єврейських дітей     | Seven Jewish Children       |             |          |
| 2010 | Лейтенант з острова Інішмор | The Lieutenant of Inishmore | Мед Педрайк |          |

## Фільмографія

### Фільми
| Рік  | Назва (укр.)                                  | Назва (англ.)                                 | Роль           | Примітки                     |
| ---- | --------------------------------------------- | --------------------------------------------- | -------------- | ---------------------------- |
| 2008 | Кохаю тебе більше                             | Love You More                                 | вчитель        | Короткометражка              |
| 2008 | Кінець                                        | The End                                       | Джон           | Короткометражка              |
| 2008 | Соломон Кейн                                  | Solomon Kane                                  | Маркус Кейн    |                              |
| 2008 | Безтурботна                                   | Happy-Go-Lucky                                | Тім            |                              |
| 2009 | Яскрава зірка                                 | Bright Star                                   | Джон Рейнольдс |                              |
| 2010 | Гаррі Поттер і Смертельні реліквії: Частина 1 | Harry Potter and the Deathly Hallows – Part 1 | викрадач       |                              |
| 2011 | Пастка для нареченої                          | The Decoy Bride                               | папараці       |                              |
| 2016 | Справедливість                                | Equity                                        | Ед             |                              |
| 2016 | Макбет несамовитий                            | Macbeth Unhinged                              | вбивця         |                              |
| 2017 | Канікули                                      | The Break                                     | Крістофер      | режисер, сценарист, продюсер |

### Телебачення
| Рік       | Назва (укр.)                | Назва (англ.)            | Роль                           | Примітки    |
| --------- | --------------------------- | ------------------------ | ------------------------------ | ----------- |
| 2007      | Міс Остін шкодує            | Miss Austen Regrets      | Гарріс Біґґ                    | Телефільм   |
| 2008      | Домогосподарка, 49          | Housewife, 49            | Майкл Гокей                    | Телефільм   |
| 2010      | Старший інспектор Бенкс     | DCI Banks                | Маркус Пейн                    | 2 епізоди   |
| 2010      | Маленькі крекери            | Little Crackers          | Дед                            | 1 епізод    |
| 2011      | Піклувальник                | Appropriate Adult        | Detective Constable Darren Law | Телефільм   |
| 2012      | Річард II                   | Richard II               | Вільям Баґот                   | Телефільм   |
| 2014–2017 | Поворот: Шпигуни Вашингтона | Turn: Washington's Spies | Джон Ґрейвз Сімко              | 36 епізодів |
| 2016      | Салем                       | Salem                    | Вельзевул                      | 8 епізодів  |
| 2017      | Чарівники                   | The Magicians            | казковий посол                 | 2 епізоди   |
| 2017      | Бібліотекарі                | The Librarians           | Даррінґтон                     | 1 епізод    |
| 2018      | Агенти Щ.И.Т.               | Agents of S.H.I.E.L.D.   | Фулнак                         | 2 епізоди   |
| 2019      | По той бік                  | Counterpart              | Янек                           | 1 епізод    |
| 2024      | Секретний рівень            | Secret Level             | Фітц                           | 1 епізод    |